# سوتس لاتريجن
سوتس لاتريجن هي بلدية في مقاطعة بيان في كانتون برن في سويسرا. هي موطن لعدد من المواقع الأثرية على شاطئ البحيرة من العصر الحجري الحديث والعصر البرونزي بما في ذلك أحد مواقع التراث العالمي لليونسكو.